# فرانیو پونچس
 فرانیو پونچس (صربی: Фрањо Пунчец؛ ۲۲ نوامبر ۱۹۱۳ – ۵ ژانویهٔ ۱۹۸۵) یک تنیس‌باز اهل یوگسلاوی بود.